# Burg Bruck am Turm

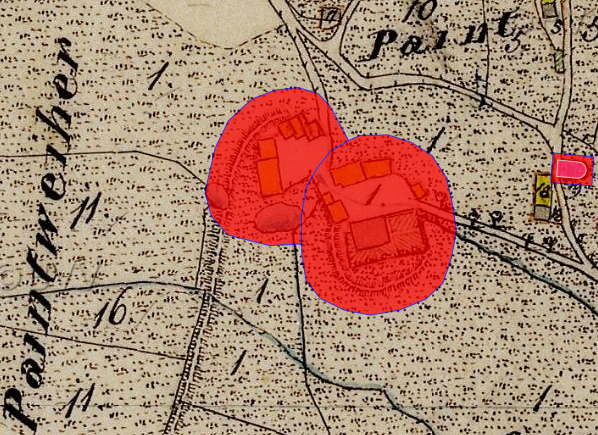
Lageplan der Burg Bruck am Turm auf dem Urkataster von Bayern

Die abgegangene Burg Bruck am Turm lag ca. 100 m westlich der Dorfkapelle St. Helena im Ortsteil Oberbruck der Öberpfälzer Gemeinde Kulmain  im Landkreis Tirschenreuth (Oberbruck, Haus Nr. 1b). Die Baulichkeiten dieser Anlage waren Teil der Burg Bruck im Weiher, es war eine Ganerbenburg, die sich durch Erbteilung dort ausbildete. Die Örtlichkeit ist als Bodendenkmal ausgewiesen.

## Geschichte
Bruck am Turm wurde bei einer Erbteilung zwischen Adam und Klaus Pfreimder' 1510 erstmals genannt. Es folgten 1518 wieder ein Adam Pfreimder und ab 1527 Christoph und Veit Pfreimder, welche  „das neuhaus samt dem turm daselbst“ erhielten. Ab 1544 war Christoph als Vormund für seine Neffen Lehensinhaber, ab 1550 wurde zudem „Wolf Veit Pfreimder“ genannt. 1563 bis 1570 waren die Erben des Christoph mit dem Wolf Veit Pfreimder dort ansässig. 1599 folgte Hans Wolf Pfreimder. 1715 wurden unter Hans Bernhard Pfreimder beide Anlagen endgültig zusammengelegt.

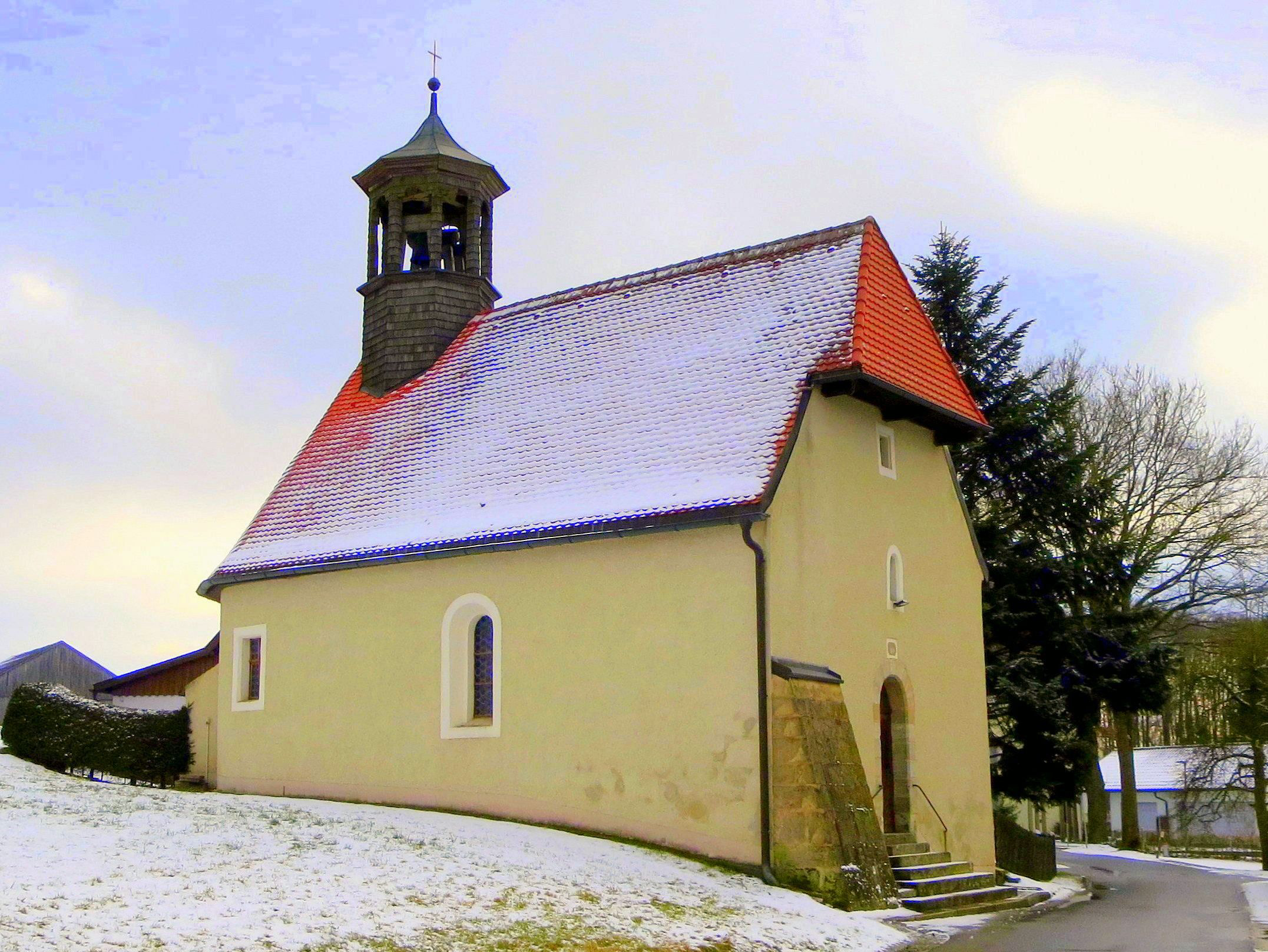
Dorfkapelle Sankt Helena in Oberbruck

## Lage und Baulichkeit
Nördlich der Burg Bruck im Weiher stand Neuhaus am Turm. Heute befindet sich dort ein Bauernhaus mit Wirtschaftsgebäuden. Der Turm stand im Nordwesten der Ringmauer. Neben dem Turm befand sich ein Gebäude mit einer Toreinfahrt mit einem weiteren, fensterloses Gebäude daneben.
Nach dem Brand von Bruck im Weiher 1871 wurde auch dieses Gebäude abgerissen und an seiner Stelle ein Bauernhaus errichtet.